# Пирканмаа
Пирканмаа (фин. Pirkanmaa, швед. Birkaland) — область на юго-западе современной Финляндии.

## Муниципалитеты
Пирканмаа состоит из 22 общин:
| 1. Акаа 2. Хямеэнкюрё 3. Икаалинен 4. Юупайоки 5. Кангасала 6. Кихниё 7. Лемпяаля 8. Мянття-Вилппула 9. Нокиа 10. Оривеси 11. Паркано | 1. Пирккала 2. Пункалайдун 3. Пялькяне 4. Руовеси 5. Састамала 6. Тампере 7. Урьяла 8. Валкеакоски 9. Весилахти 10. Виррат 11. Юлёярви | 1 2 3 4 5 6 7 8 9 10 11 12 13 14 15 16 17 18 19 20 21 22 |  |

## Экономика
По ВВП на душу населения в 2017 г. регион занимал 8-е место (из 19 регионов) в Финляндии с показателем 32 279 евро на человека.